# Новото пристанище
„Новото пристанище“ е българска телевизионна театрална постановка от 1989 година на режисьора Емил Капудалиев. Създадена е по едноименната пиеса на Ст. Л. Костов.

## Актьорски състав
- Константин Цанев
- Живко Гарванов
- Стефан Германов
- Георги Новаков
- Кирил Кавадарков
- Веселин Ранков
- Димитър Герасимов
- Емил Джамджиев
- Димитър Иванов
- Аня Пенчева
- Йорданка Кузманова
- Нели Монеджикова
- Велика Коларова